# Parafia św. Andrzeja Apostoła w Słupi pod Bralinem
Parafia Świętego Andrzeja Apostoła w Słupi pod Bralinem – parafia rzymskokatolicka, znajdująca się w diecezji kaliskiej, w dekanacie Bralin.